# Dalida numéro un
Dalida numéro un è un album video postumo della cantante italo-francese Dalida, pubblicato nel 1999 da Columbia Records.
Racchiude l'intero spettacolo televisivo Numéro un Dalida andato in onda sull'emittente televisiva francese TF1 il 26 aprile 1980.
Contiene alcune canzoni interpretate da Dalida ed anche alcuni brani di altri artisti.
L'album uscì soltanto in Giappone.

## Tracce
1. Je suis toutes les femmes
2. Julio Iglesias – Je n'ai pas changé
3. Alabama song
4. La vie en rose
5. Shake – Angel
6. Il faut danser reggae
7. Je suis malade (live)
8. Money, money
9. Enrico Macias – Le mediant de l'amour
10. Rio do Brasil (versione strumentale)
11. Thierry Le Luron – Nous nous reverrons un jour ou l'autre
12. Comme disait Mistinguett
13. Gigi in Paradisco (live - versione integrale)